# 唐公塔站
唐公塔站是一个大准线上的铁路车站，位于内蒙古自治区准格尔旗唐公塔煤矿，建于1993年，目前为三等站，邮政编码为017124。目前客运：办理旅客乘降；行李、包裹托运；货运：办理整车货物发到。
1. ↑  铁道部电子计算技术中心, 铁道部运输局. . 北京: 中国铁道出版社. 1998: 14. ISBN 9787113030995.